# Média Oktatási és Kutató Központ
A Média Oktatási és Kutató Központ, röviden MOKK a Magyar Telekom és a BME által 2002-ben közösen alapított szervezet, mely a BME Gazdaság- és Társadalomtudományi Karán, a Szociológia és Kommunikáció Tanszéken működik. (Nem tévesztendő össze a Magyar Országos Közjegyzői Kamarával. mokk.hu)
A MOKK számos kutatási projektje vizsgál olyan kérdést, amely hasznos lehet a Wikipédia számára is. Ilyen például a közös szerkesztések gyümölcsének jogi védelmét jelenleg szolgáló GFDL szellemiségében kidolgozott, de a célnak jobban megfelelő Creative Commons licencrendszer is. A MOKK 2008 őszén segítette a Wikipédia számára egyaránt fontos CCME és WMM hazai egyesületek megalakulását.

## MOKK küldetése
MOKK hivatalos honlapja az alábbi vázlat szerinti rendszerben részletezi a MOKK küldetését.
„Mi a MOKK és mi a célja? Nincs egy válasz. Attól függ, hogy honnan nézzük.”
- A médiakonvergencia kutatóközpontja
- A globális tudástér: kommunikációs hálók és az információ társas használata
- Emergens közösségek a virtuális térben: peer modellek és open source kezdeményezések
- Információtúlterhelés és szűrési rendszerek: az információfeldolgozás új megoldásai
- Intelligens hálózat: a gépi szövegfeldolgozás ígéretei
- A mobilitás lehetőségei: a térinformatika és a kommunikációs csatornák összekapcsolása

## MOKK projektek

### Creatice Commons
Szabad szoftverek világa számos embert ajándékozott meg jó minőségű és egyúttal szabadon terjeszthető szoftverekkel, és e megajándékozottsági érzés számos embert késztetett arra, hogy valamilyen intellektuális értéket szabadon közzétegyen.  Jelen Wikipédia szellemisége is ezen szabad mozgalom egy kézzelfogható eredménye.  Jogállami világban nem csak a felhasználás korlátozása szorul jogi védelemre, jogi tisztázottságra (copyright), hanem a felhasználás szabadságának biztosítása is igényli a jogi védelmet, hogy ne lehessen az eredetileg szándékolt szabad felhasználást valamilyen céltudatos tevékenység által korlátozni (copyleft).
Az úttörősége és régisége okán széles körben ismert, GPL (lásd a hasonló szellemiségű licencek egy bővebb listája licencek listáját) és a programok helyett dokumentumokra átszabott GFDL közös problémája, hogy jogi használata és érvényesítése annál nehézkesebb, mennél több ember közös alkotásáról van szó.  Úttörő időszakban ez még nem volt probléma, a szabad szoftverek és dokumentációik zömét programonként fél tucatnál kevesebb ember alkotta közösen.
Wikipédia és a hasonló, hatalmas közösségre kiterjedő közös munkák esetén a kis létszámok világához képest újabb problémák merülnek fel.  De az elmúlt két évtized során az is kiderült, hogy bizonyos helyzetekben túl ortodox, más kérdésekben pedig nem elég ortodox a GPL/GFDL minta.  Miderre kíván használható választ adni a Creatice Commons licenc család.  E kísérletet sokan támogatják: szerzők, kiadók, a kultúra online és offline közvetítői, a kultúrát fogyasztók és újrafelhasználók.  MOKK a kutatás házigazdája.

### Mondatelemző
Nyílt forráskódú, szabályalapú mondatelemző létrehozása a cél.  Hétköznapi ember inkább mondatszerkesztési szabályokkal találkozik, itt viszont éppen fordítva, a kész mondatok szerkezetének megállapítása a cél.  Azonban a különféle szerkezeti szabályok általában nem csak összetett szerkezetek létrehozására alkalmasak, hanem a már meglévő összetett szerkezetek automatikus feltárására is.  Számtalan más mellett, a Wikipédia jellegű projektek is sokat hasznosíthatnának ilyen mondatelemzőkből.